# Casa de la Contractació d'Índies
La Casa de la Contractació d'Índies va ser una institució de la Corona de Castella que es va establir el 1503. Va ser creada per fomentar la navegació amb els territoris espanyols a ultramar.
Va establir un asiento que va donar com a fruit un monopoli de comerç espanyol amb les Índies. Alguns períodes entre el segle xvi i el xviii va arribar a rebre 270.000 kg de plata i 40.000 kg d'or. Era l'organisme rector del comerç entre la metròpoli i els Regnes d'Índies.
Primer va tenir la seu a Sevilla i posteriorment a Cadis. Comptava amb atribucions fiscals i judicials, essent també un centre impulsor dels estudis científics relacionats amb la carrera d'Índies.

## Creació i funcions
Des del segon viatge de Colom el 1493 tots els assumptes concernents al Nou Món havien estat en mans de Juan Rodríguez de Fonseca, ardiaca de la catedral de Sevilla, capellà i home de confiança d'Isabel la Catòlica. Aquest clergue més tard seria promogut a les seus episcopals de Badajoz, Palència i Burgos. Tot i això, deu anys després es feia palès que no podien estar en mans d'una sola persona tots aquests assumptes, per la qual cosa es decideix crear una institució col·legiada que és la Casa de Contractació. Encara que Fonseca perdria aquest poder unipersonal com a superintendent es mantindria a la cort amb un càrrec equivalent al de Ministre de les colònies, com diu l'historiador Clarence H. Haring, fins que es crea el Consell d'Índies el 1524.
Des de mitjans de 1502 hi ha constància documental del procés de creació d'una Casa de Contractació i l'historiador Ernesto Schaffër creu que va poder ser promoguda en origen pel genovès Francisco Pinelo, per ser un veí de Sevilla molt coneixedor dels assumptes indians.
El 20 de gener de 1503, Ferran i Isabel signen una Reial Provisió a Alcalá de Henares per la qual s'aproven les primeres 20 Ordenances per a la Casa de Contractació de Sevilla, per a les Índies, les illes Canàries i l'Àfrica atlàntica. Entre les seves finalitats s'especifica:
| « | ... recollir i tenir en ella, tot el temps necessari, totes les mercaderies, manteniments i altres aparells calguessin per proveir totes les coses necessàries per a la contractació de les Índies; per enviar allà tot el que convingués; per rebre totes les mercaderies i altres coses que se'n venguessin, d'això tot el que calgués vendre o s'enviés a vendre i contractar altres parts on fos necessari. | » |

El govern de la Casa estaria a càrrec de tres oficials reials: el factor, el tresorer i el comptador-escrivà, que van ser nomenats per Isabel la Catòlica per Reial Cèdula el 14 de febrer de 1503, signada també a Alcalá de Henares. Tenien la missió saber quantes mercaderies i vaixells enviar a les Índies, i per això havien de mantenir comunicació amb altres oficials reials que ja hi eren i conèixer les necessitats dels colons, triar els capitans i escrivans per als viatges, lliurar-los instruccions per escrit i decidir quines mercaderies comprar per portar cap allà.
Per al càrrec de tresorer va ser nomenat el doctor Sancho Ortiz de Matienzo, natural de la Valle de Mena (Burgos), lletrat, bon jurista, canonge de la catedral de Sevilla i que va ser primer abat de Jamaica des de 1512 a proposta de Ferran el Catòlic i que va exercir de la seva tasca a la Casa fins al desembre de 1521. El comptador-escrivà va ser Jimeno de Briviesca, que era gran coneixedor dels assumptes indians per haver participat en els preparatius dels viatges de Colom, i que va ocupar el càrrec durant 7 anys. El primer factor seria Francisco Pinelo, amic personal de Colom i col·laborador seu i que va ocupar el càrrec fins a la seva mort el 1509.
Es decideix que, encara que també es poden utilitzar vaixells de la Corona, aquests es poden obtenir també mitjançant requisa i arrendament a particulars. La Casa de Contractació també tenia una tasca fiscalitzadora, perquè havia de comprovar que les mercaderies que arribaven a Sevilla eren les mateixes que s'havien embarcat a les Índies. A aquests tres oficials reials se'ls coneixeria posteriorment com a jutges oficials, per diferenciar-se dels anomenats jutges lletrats que entrarien posteriorment. En 1508 es crea la figura del pilot major de les Índies, nomenant Ferran el Catòlic com a primer amb aquest càrrec a Amerigo Vespucci. El pilot major havia de ser un autèntic expert en navegació, ja que la seva missió consistia en la preparació i el resultat de les expedicions, examinar i graduar els pilots i censurar les cartes i instruments de navegació. Per fer les seves funcions comptava amb l'ajuda d'altres pilots així com del cosmògraf de la Casa. Amerigo Vespucci va ser succeït més tard per Juan Díaz de Solís i Sebastià Cabot.

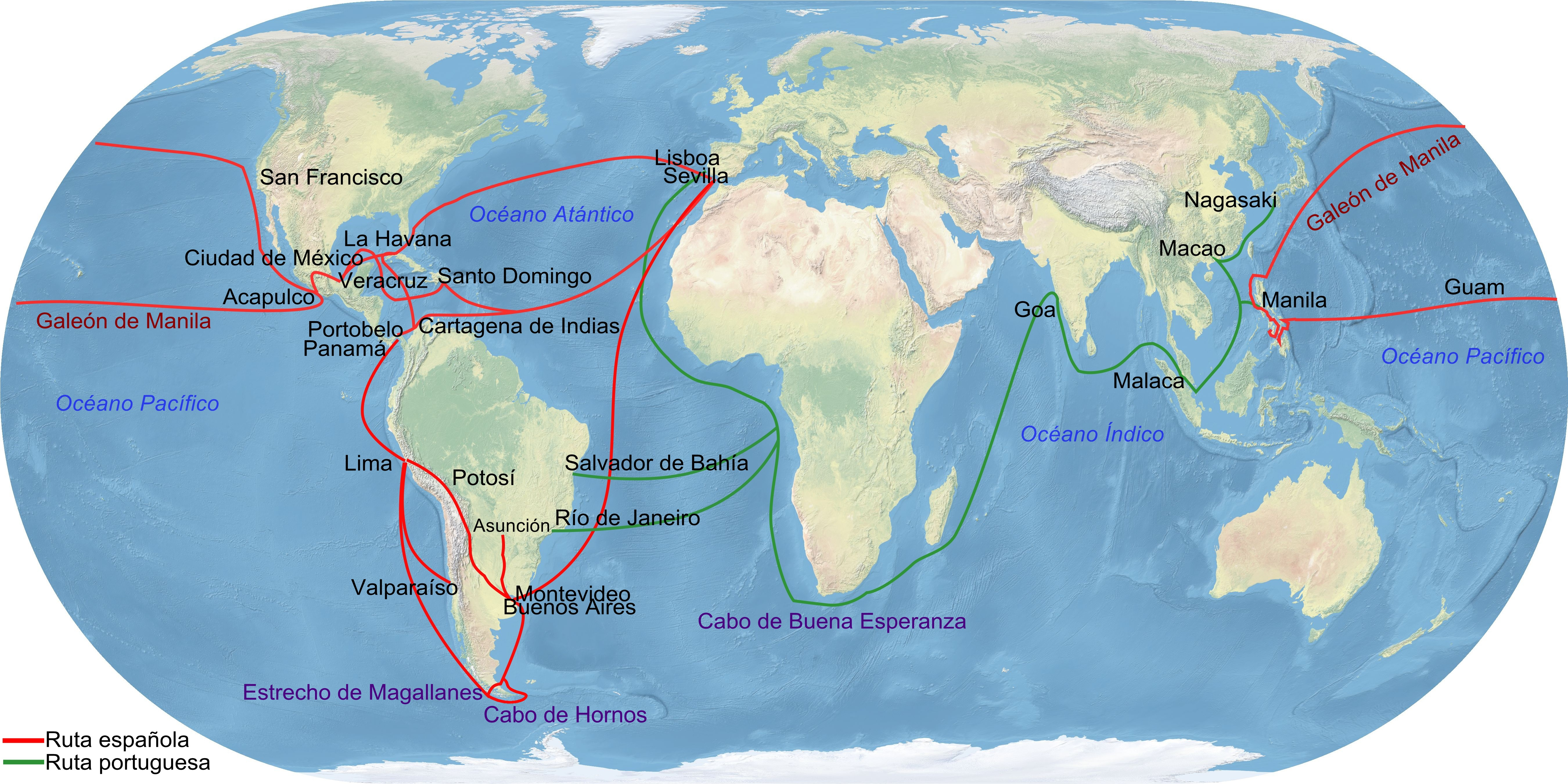
Principals rutes comercials de l'Imperi espanyol amb les Índies
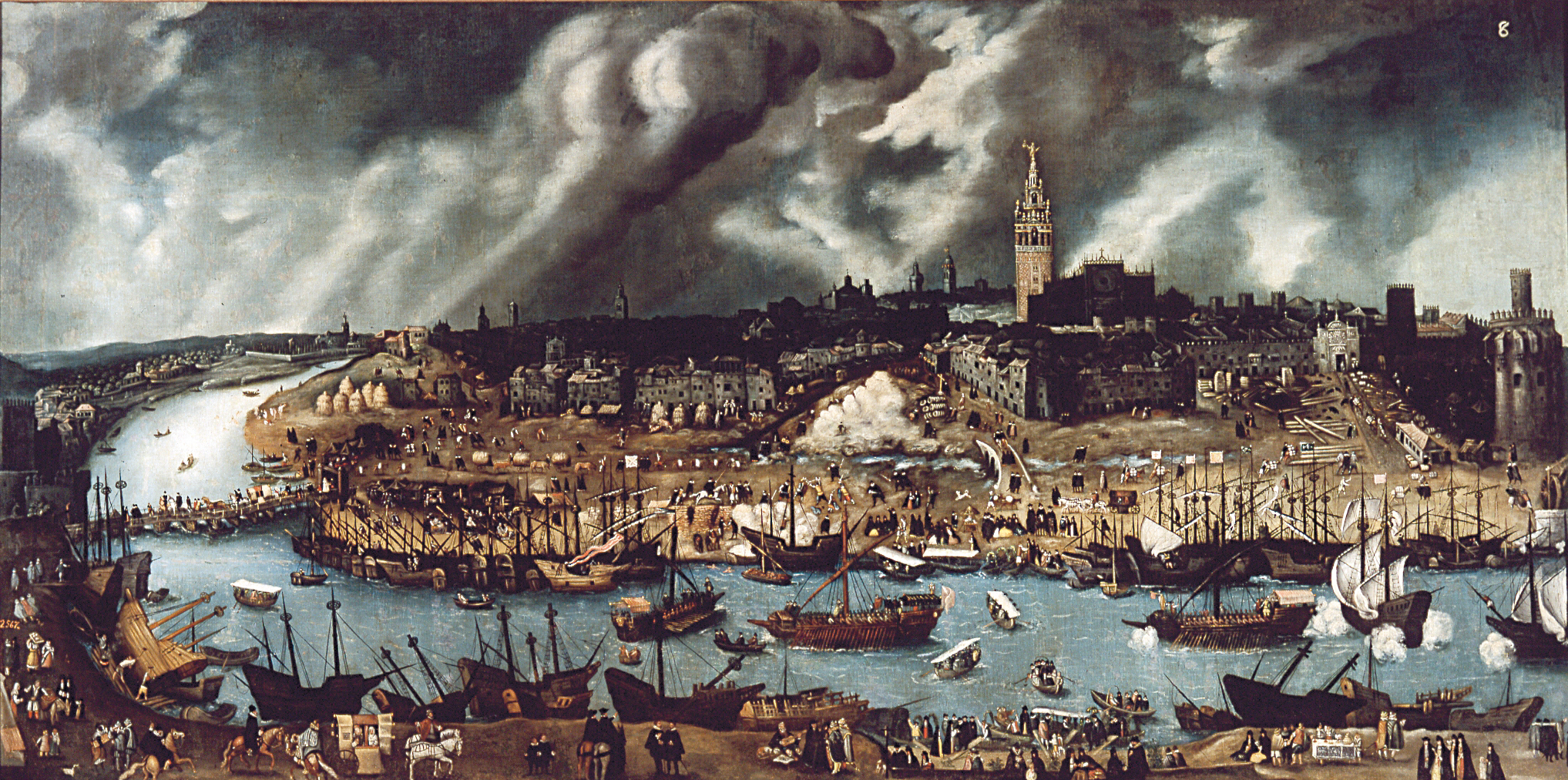
Sevilla a la segona meitat del segle xvi, per Alonso Sánchez Coello. Museu d'Amèrica de Madrid

El 1509, Ferran el Catòlic va demanar un informe detallat de totes les ordenances, instruccions especials, aranzels, etcètera, que operaven a la Casa per disposar de la redacció d'unes noves ordenances. Les noves ordenances, de 36 capítols, van ser expedides a Monzón el 15 de juny de 1510 i es van completar el 1511 amb 17 articles més.
Les ordenances de 1510 són més extenses i minucioses que les de 1503. S'especifiquen les hores de treball, es determinen els llibres de registre que cal portar, es regula l'emigració, es tracta de les relacions amb mercaders i navegants, es disposa allò relatiu als béns dels morts a les Índies (que a partir de 1550 seran administrats per l'anomenat Jutjat general de béns de difunts, present a totes les Reials Audiències indianes), i se li incorpora el matís científic en incloure's dins de la Casa de la Contractació al pilot major (creat el 1508), encarregat d'examinar els pilots que desitgen fer la carrera, i de traçar els mapes o cartes de navegació i el padró reial o mapa model del Nou Món on s'anaven registrant tots els descobriments, fins al 1519 en què es crea el lloc de cartògraf. La Casa custodiava la informació nàutica i la cartografia de manera secreta per evitar que la informació caigués en mans de potències estrangeres.
A mitjan segle, la Casa de l'Oceà (com li agradava anomenar-la a Mártir de Anglería) era un organisme ben reglamentat, amb capella i presó pròpia. El 1557 es va crear el càrrec de president, al qual van estar subordinats el comptable, el factor i el tresorer.
El cronista oficial de la Casa escrivia la història de l'Amèrica espanyola i el seu desenvolupament tecnològic i científic. Els que violaven el reglament de la Casa, queien sota la seva jurisdicció i per això es va crear un tribunal especial el 1583.
A més d'aquests càrrecs, la Casa de la Contractació va anar augmentant el nombre dels seus funcionaris, a mesura que es va anar incrementant també la importància del trànsit americà. Els oficials de comptadoria, nombrosos escrivans, van fer d'aquesta institució una de les més complexes de totes les existents.
Per l'estructura que es dona a la Casa s'endevina una relació estreta amb la Hisenda Reial. Difícilment hauria pogut ser altrament ja que el tresor de la Corona ocupava una part essencial dels assumptes indians. D'una banda, servia per finançar la compra i transport de la majoria dels bastiments i proveïments que eren portats a Índies. Molts dels colonitzadors gaudien de salari a càrrec del tresor. De l'altra, els seients per a la formació de tota nova expedició incloïen expressament clàusules mitjançant les quals s'assegurava l'interès de la Hisenda Reial en els beneficis econòmics del viatge. A aquest efecte, eren comissionats funcionaris que acompanyarien els descobridors en les seves aventures i vetllarien per la satisfacció adequada dels drets reials.
El 1539 i 1552 es van tornar a reunir totes les lleis i disposicions existents en relació amb la Casa de Contractació per ser publicades. De la mateixa manera es van tornar a imprimir el 1585 i es van convertir a la base del Llibre Novè de les Lleis d'Índies.

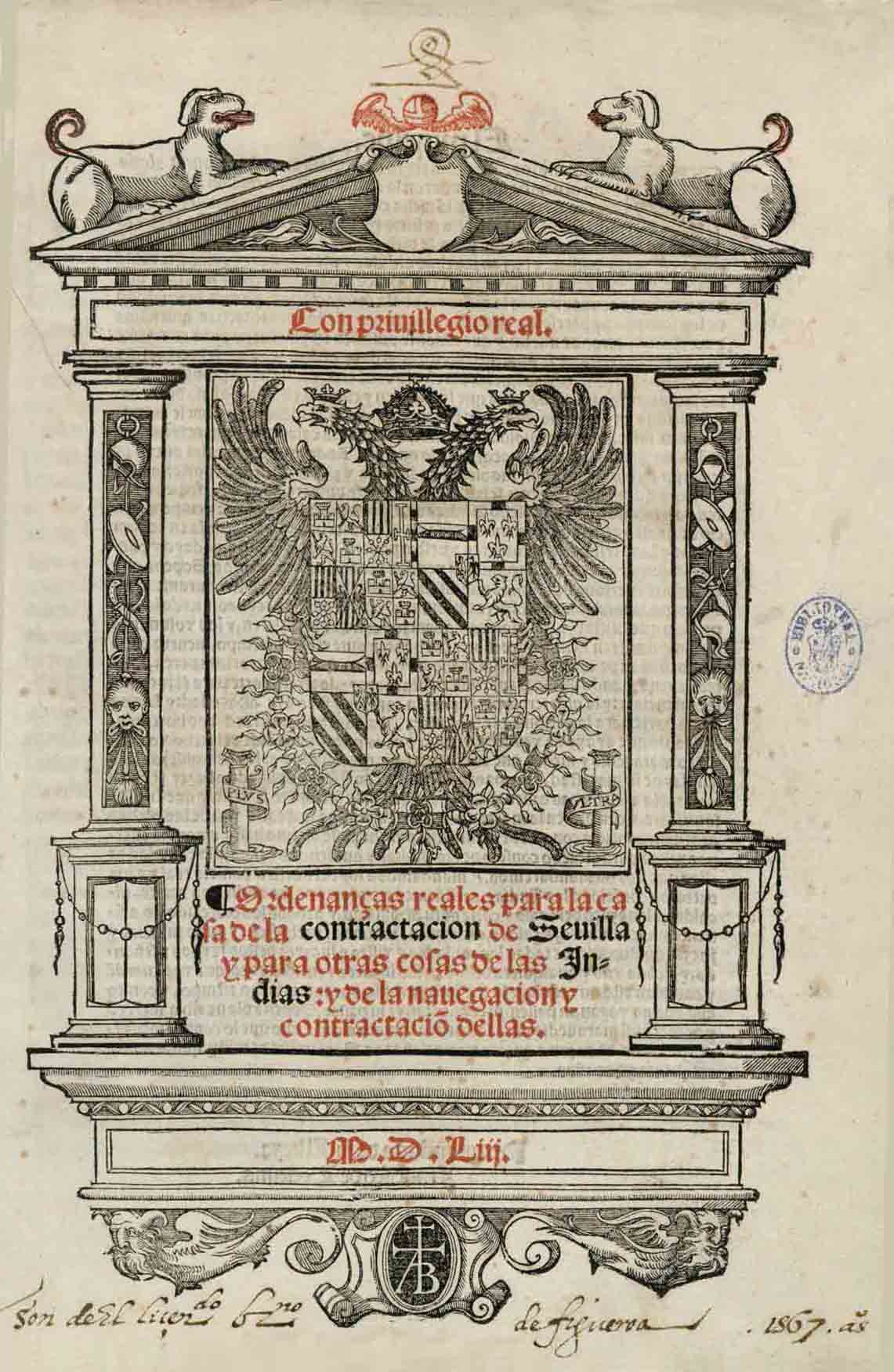
Al novembre de 1552 es va donar autorització a Andrés de Carvajal per imprimir les ordenances a canvi que lliurés 50 a la Casa de la Contractació i als seus subalterns. El 1553 el sevillà Martí de Montesdoca va realitzar una tirada molt elevada de la qual es conserven pocs exemplars. Aquesta és la portada de l'edició de 1553.

El retorn de Juan Sebastián Elcano des de les illes de les espècies el 1522, després d'haver fet la volta al món, va portar que Carles I planegés una nova expedició a aquestes illes i que creés aquell mateix any una institució específica: la Casa de Contractació de l'Especieria. Aquesta va tenir la seu a La Corunya, per la proximitat geogràfica amb Flandes, per a la distribució als mercats d'Anglaterra, França, Alemanya, Escòcia, Dinamarca i Noruega. La següent expedició a les illes de les espècies va tenir lloc en 1525, sent Juan Sebastián Elcano pilot major i amb Jofré de Loaisa com a capità general de l'Armada i governador general de les illes Moluques.
No obstant, després del Tractat de Saragossa de 1529 la Casa de l'Especieria va deixar d'existir en haver-se perdut aquest mercat, que va quedar en mans de Portugal per un acord respecte al Tractat de Tordesillas de 1494. Aquell mateix any Carles I va permetre que els ports de La Corunya, Baiona, Avilés, Laredo, Bilbao, Sant Sebastià, Cartagena i Màlaga podien exportar productes a les Índies, encara que els vaixells de tornada havien de passar per Sevilla. Al regnat de Felip II aquests territoris de les Índies Orientals van passar de nou a control espanyol. El 1561 Felip II va ratificar a aquests ports el seu privilegi amb excepció que no podien transportar viatgers. El 1573 Felip II va revocar el permís ja que els vaixells que tornaven no passaven per la Casa de Contractació de Sevilla, sinó que passaven per ports portuguesos o per altres.

## La seu
Primer va tenir la seu a Sevilla i posteriorment a Cadis.

### Sevilla
L'elecció de Sevilla com a primera seu de la Casa de Contractació durant 214 anys no va ser casual. Cadis era pràcticament una ciutat-illa, que aleshores estava massa poc desenvolupada i, a més, era extremadament insegura per donar al mar. De fet Cadis seria atacada repetides vegades: el 1587, 1596, 1625 i 1797. Però arribar a Sevilla amb vaixell era un recorregut a través del Guadalquivir i la ciutat podia protegir-se millor, i tenia millors comunicacions per terra, a més de certes infraestructures. L'elecció de Sevilla com a ciutat amb monopoli en el comerç amb les Índies va possibilitar que al voltant de 1540 Sevilla desbanqués Anvers com a centre financer d'Europa. A més, Sevilla, ja des del segle xiii era un focus comercial i financer de gran importància, que canalitzava els fluxos mercantils que venien del Nord d'Àfrica, rebent part de l'or del Sudan que sortia al Mediterrani, comerciava amb places italianes i de l'Atlàntic Nord, i disposava de focus financers que recolzaven aquest comerç.
La seva primera seu van ser les Drassanes Reials de Sevilla, però com que era un lloc exposat a les riuades i nociu per a les mercaderies, aviat va ser traslladada a les dependències del Reial Alcàsser, on va quedar instal·lada, a l'oest del palau de Pere I, a la zona anomenada dels Almiralls, local «sa, i alegre», amb bon pati i una porta orientada cap al riu. Entre 1503 i 1506 es va enderrocar la part de la cambra de l'Almirall i es va tornar a aixecar, amb una façana principal cap al riu. Posteriorment es van construir magatzems i cases a la zona de l'actual plaça de la Contractació.

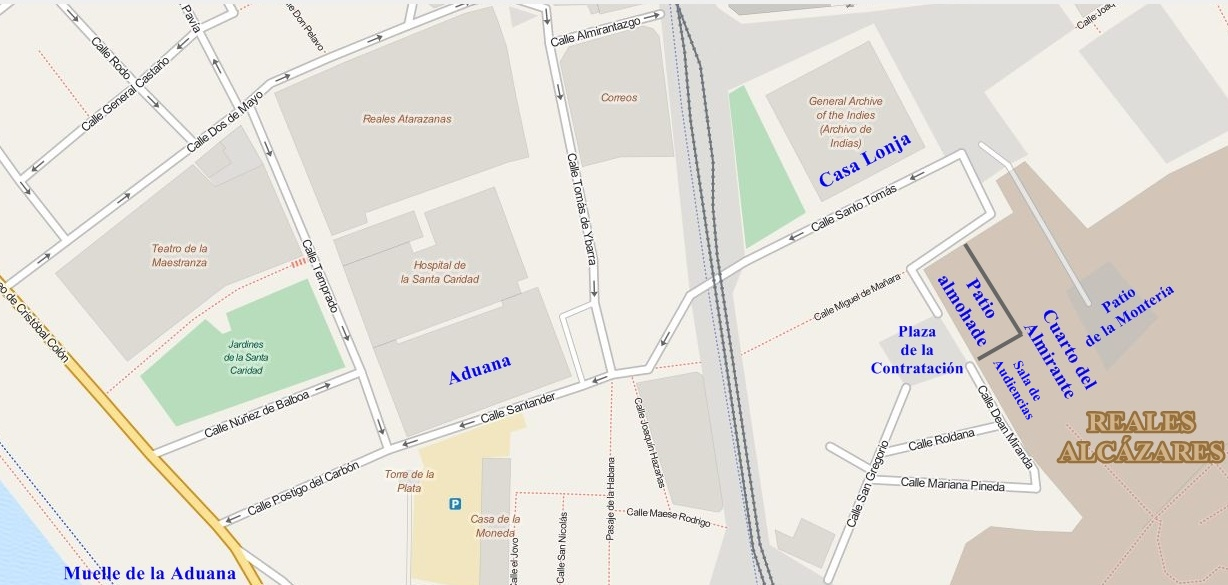
Plànol amb els elements esmentats sobre la Casa de la Contractació a Sevilla
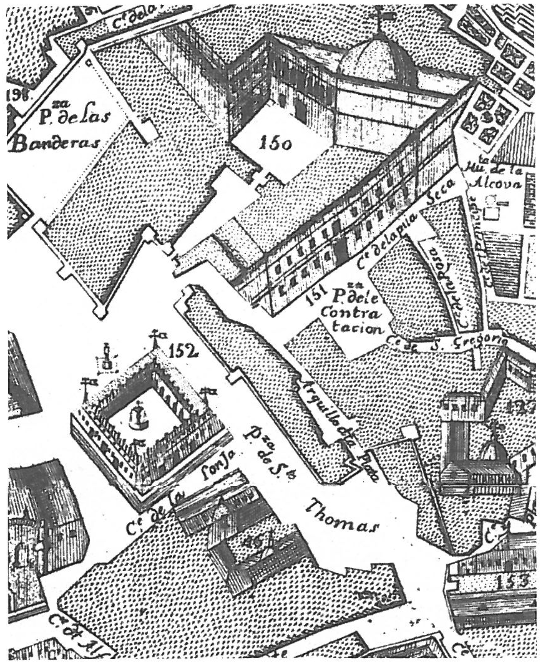
Detall d'un plànol de Sevilla de 1771 manat a realitzar per l'assistent de la ciutat, Pablo de Olavide, on es mostra l'entorn urbà d'on va estar la Casa de la Contractació

La primera fase de les obres, que va tenir lloc entre 1503 i 1506, va ser realitzada pel mestre major d'obres i fusteria de l'Alcàsser Juan de Limpias, i es va crear un portal de pedra llaurada per Alonso Rozas, mestre major de la catedral.
Quan es va realitzar l'obra, la Corona va demanar que es realitzés una edificació simple, sense gran sumptuositat, perquè ja hauria temps d'ampliar-la o millorar-la en el futur. Després de la primera fase va haver-hi una segona, entre 1506 i 1515 on es va crear una segona planta i es van ampliar les instal·lacions cap a una zona que era coneguda com a cambra dels Quatre Palaus. El 1553 es va ampliar la superfície disponible comprant un edifici contigu anomenat Hospital de Santa Isabel.

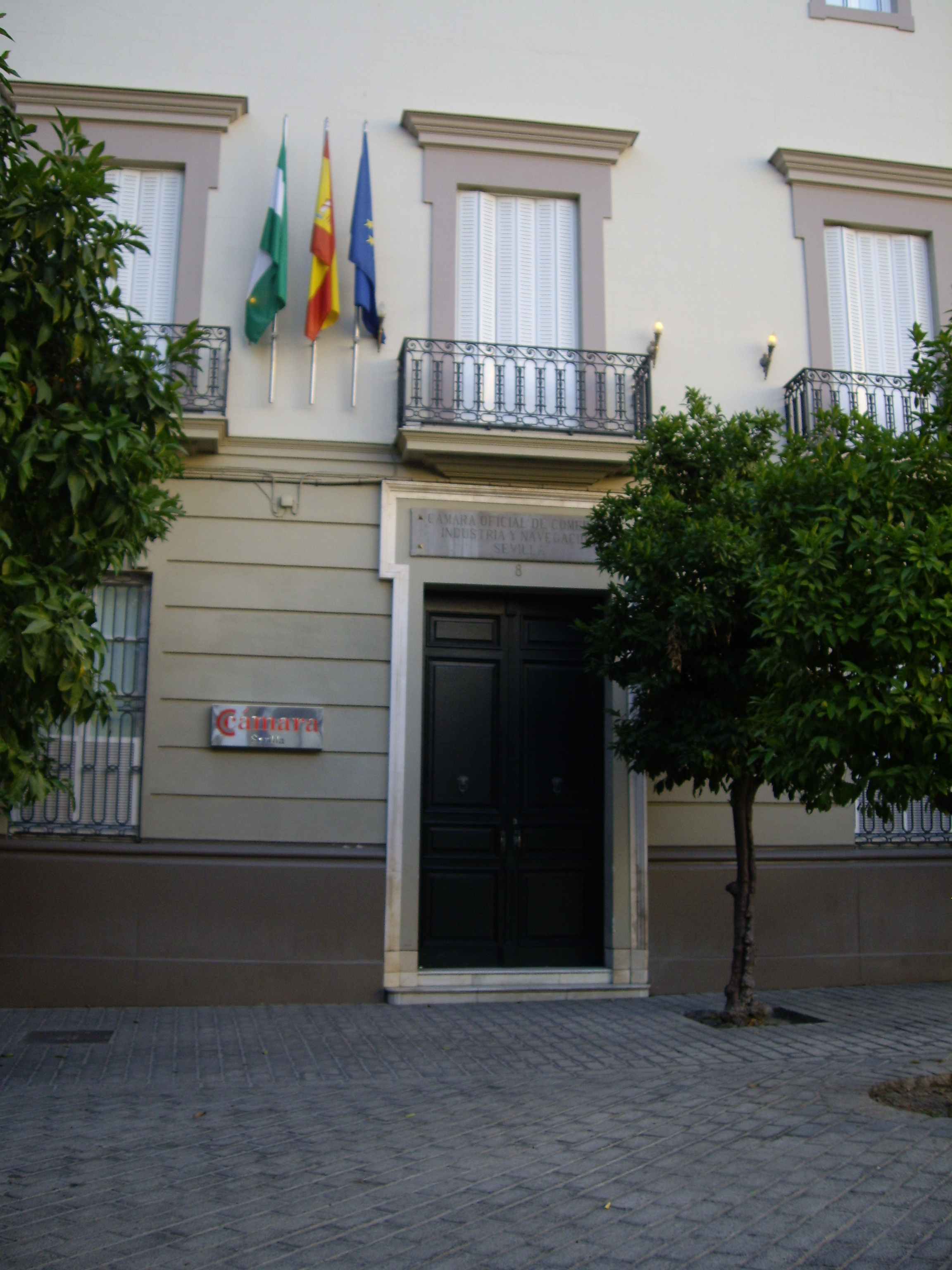
Cambra de Comerç, Indústria i Navegació de Sevilla a la plaça de la Contractació
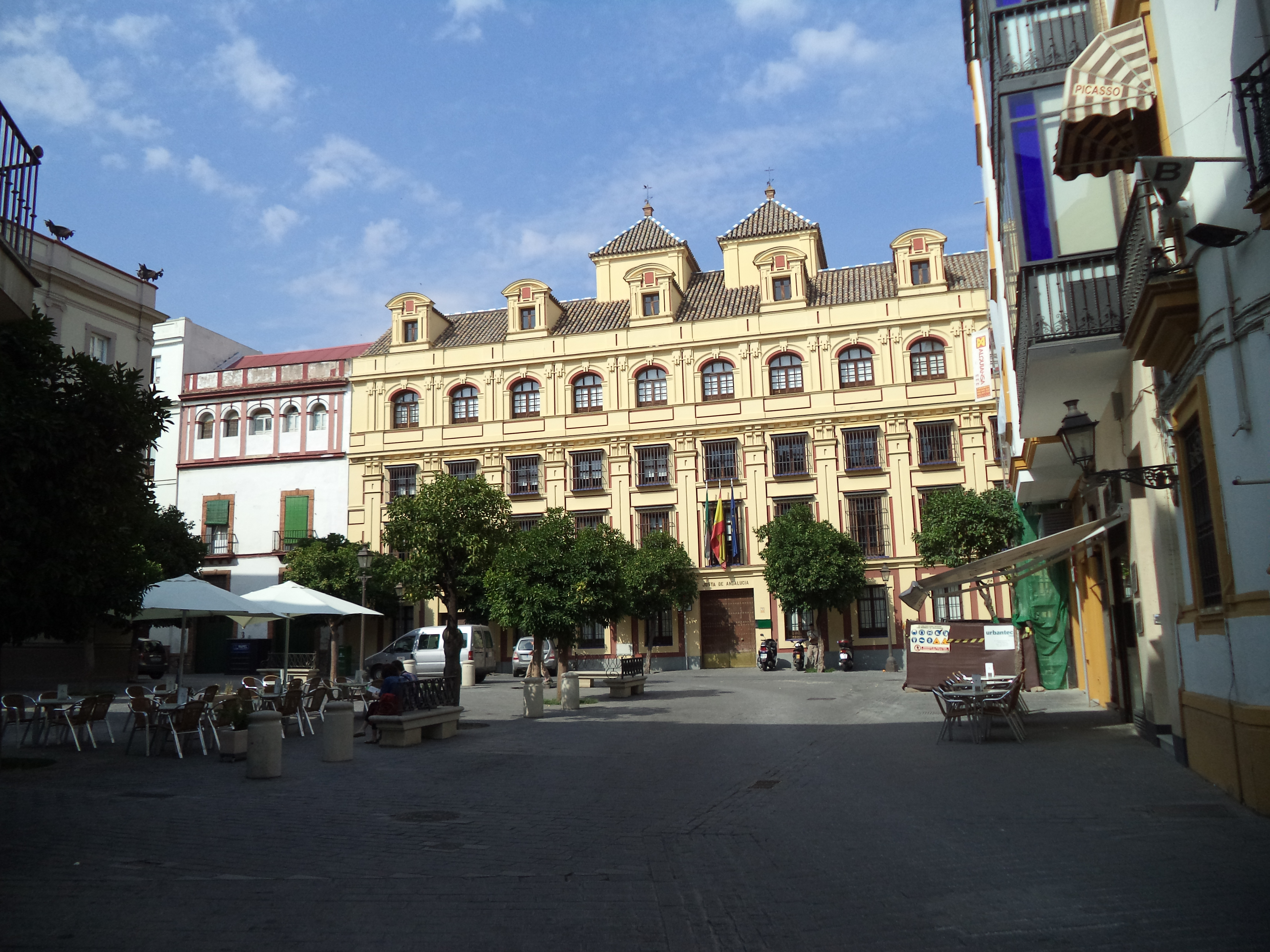
Plaça de la Contractació de Sevilla. Al fons, la seu de la Delegació del Govern de la Junta d'Andalusia
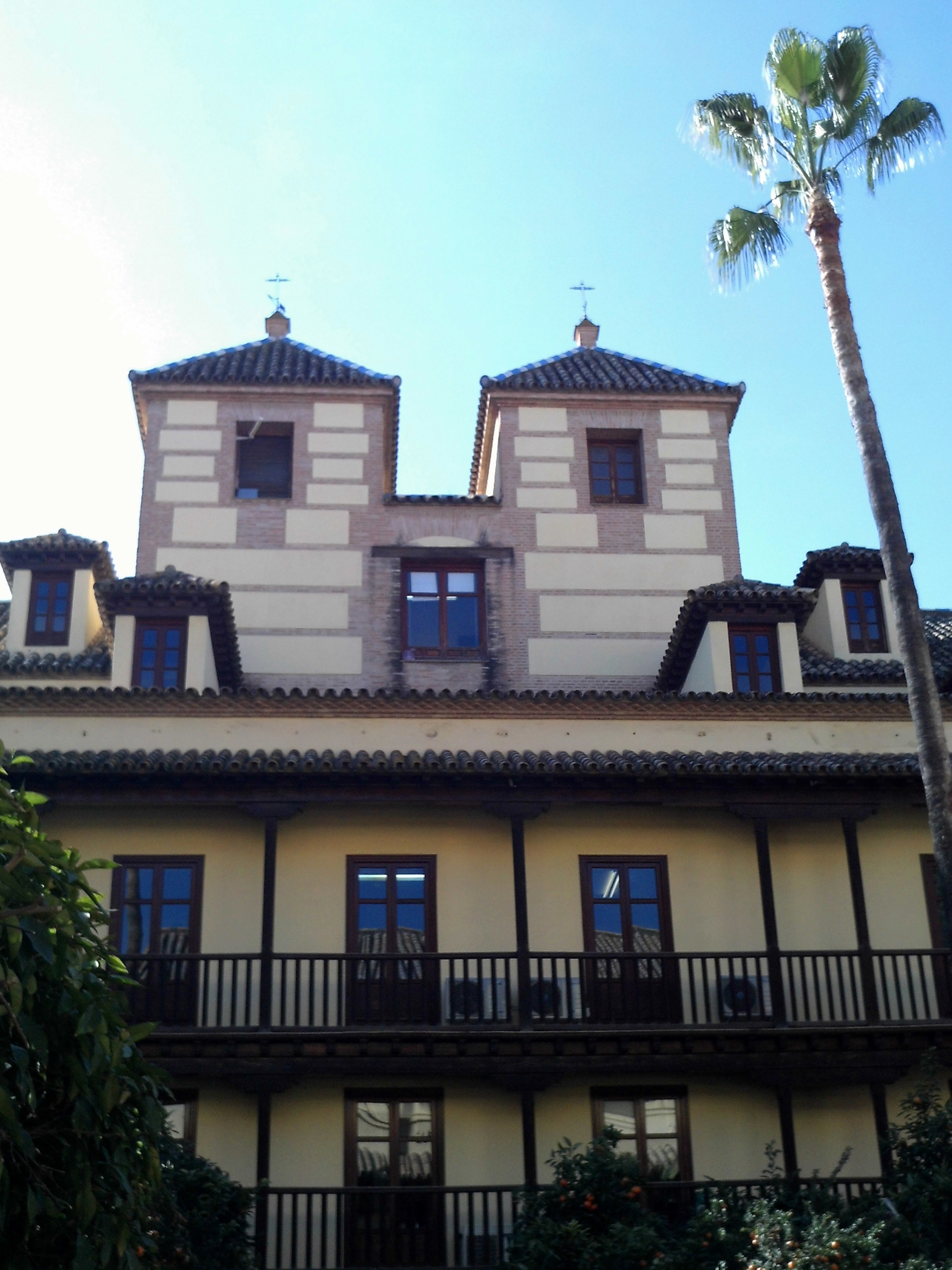
Pati de la Casa de la Contractació

La veritat és que, des del començament l'edifici es va quedar petit, i encara que la instal·lació completa tenia una extensió de 600 m², Amerigo Vespucci, quan va ser nomenat pilot major el 1508, va haver de fer classes al seu domicili particular, i quan es va crear a la institució la càtedra de Cosmografia va haver d'assignar-se com a aula la capella.

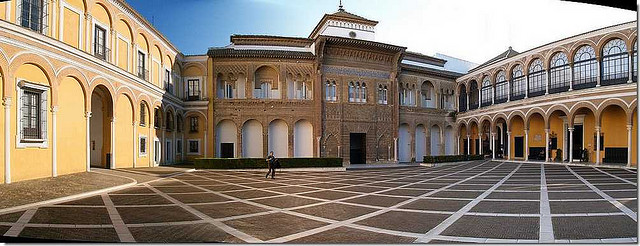
Pati de la Monteria

A més, va existir una altra raó per portar la Casa a l'Alcàsser. Fins aleshores la cambra de l'Almirall havia albergat una institució de gran tradició històrica a l'Andalusia baixmedieval: l'Almirallat de Castella i el seu Tribunal, establert a Sevilla des del segle xiii, que tenia competència jurisdiccional en assumptes marítims.
Annex a l'Alcàsser existeix un pati almohade que era part del complex de la Casa de la Contractació, però els immobles d'aquest entorn van ser derrocats a la segona meitat del segle xx i va ser aixecat un edifici historicista el 1973 que respectava el pati i algunes parts dels murs. Es van realitzar excavacions i obres de restauració del pati el 1992. L'immoble ara serveix d'oficines de la Delegació del Govern de la Junta d'Andalusia, per la qual cosa no és obert al públic excepte visites concertades. Tot i això, la cambra de l'Almirall i la capella de la Casa de Contractació, així com el pati de la Monteria, sí que estan dins del recorregut turístic del Reial Alcàsser i es poden visitar.

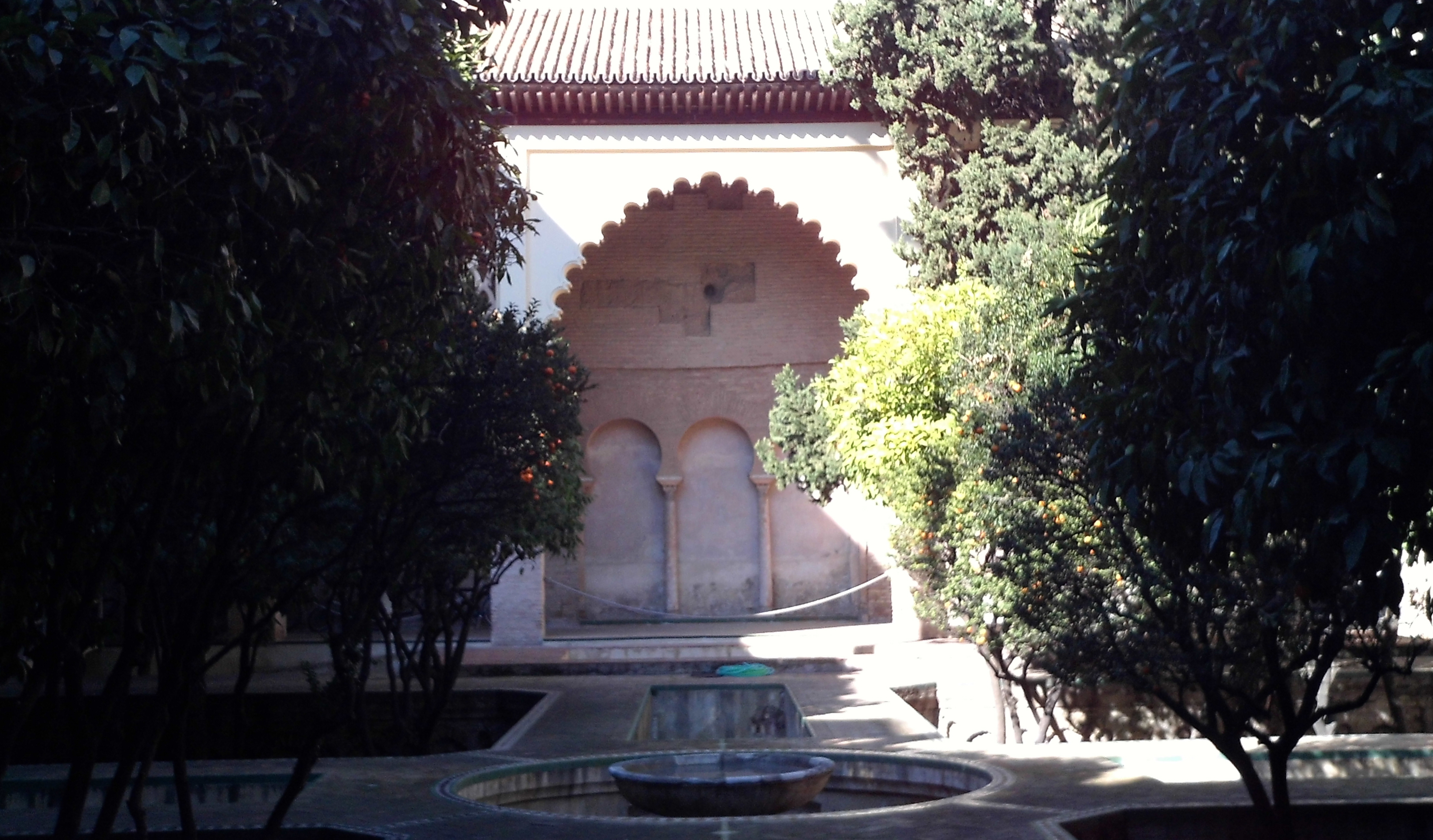
Pati de la Casa de la Contractació
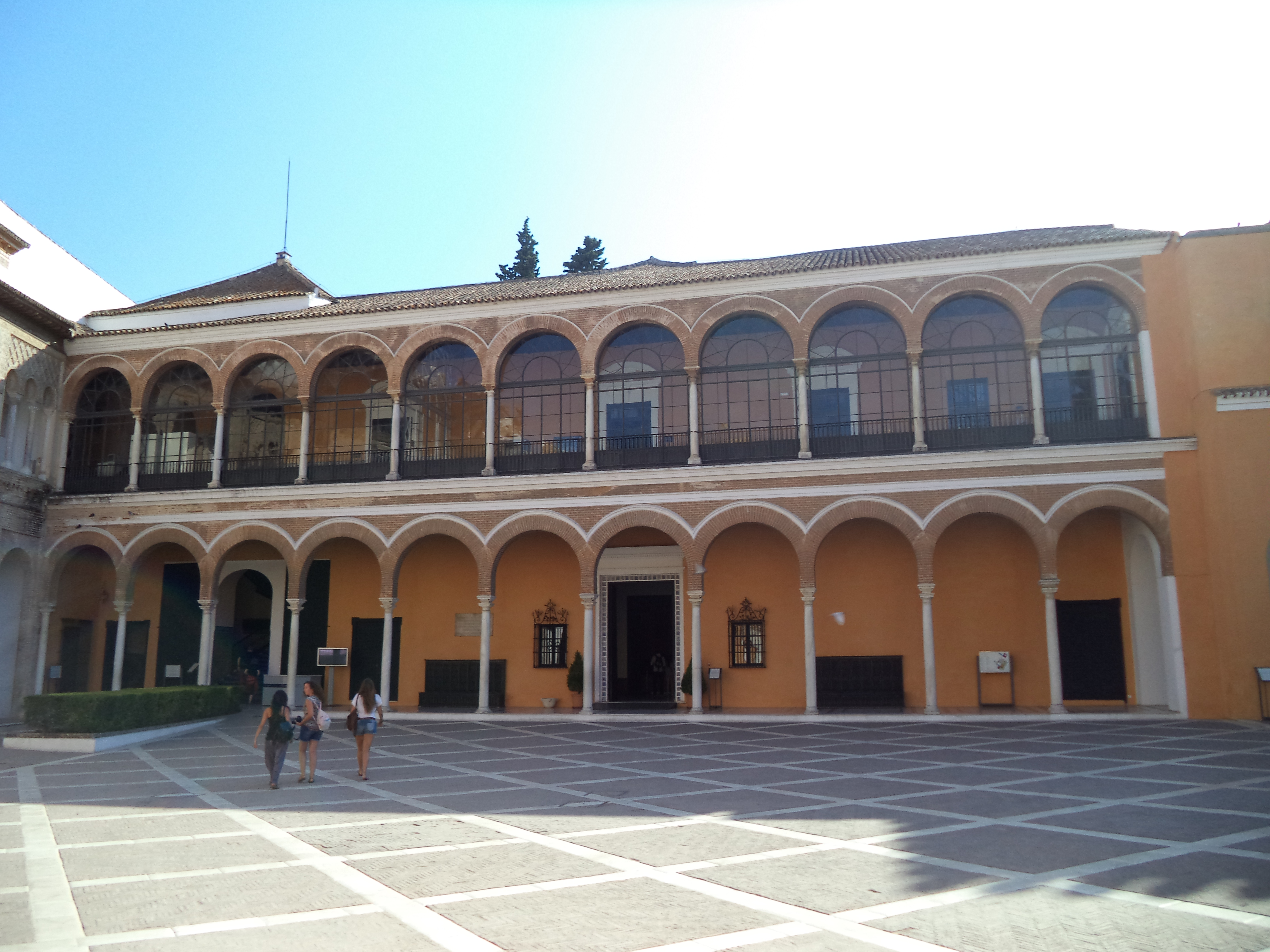
Edifici que va formar part de la Casa de Contractació d'Índies, a la part oest del pati de la Monteria de l'Alcàsser de Sevilla
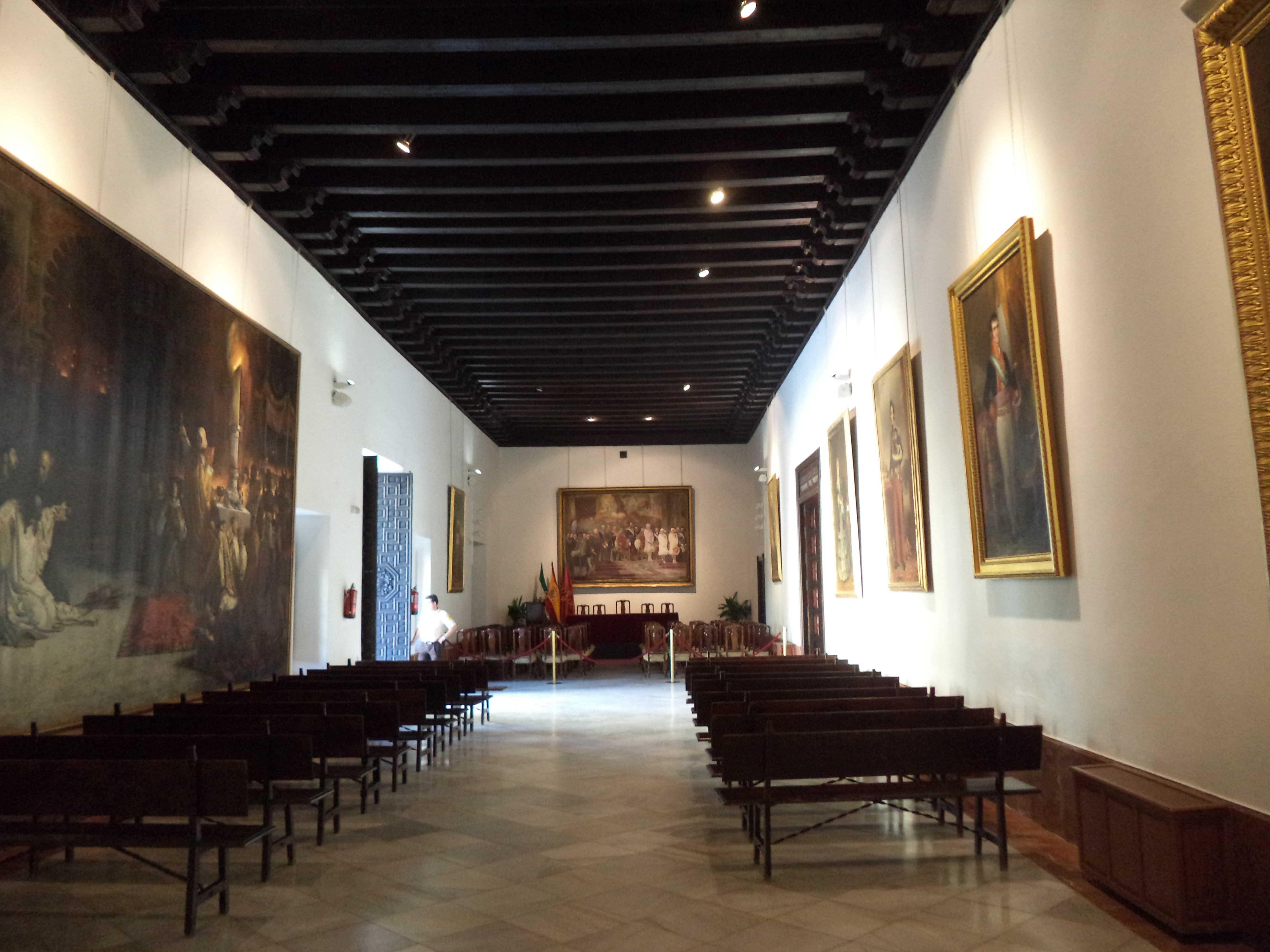
Cambra de l'Almirall de l'Alcàsser

L'entrada a la cambra de l'Almirall, al pati de la Monteria de l'Alcàsser sevillà, és dels pocs vestigis que queden del que va ser la Casa de la Contractació de Sevilla. La cambra és una habitació rectangular que actualment acull diversos quadres a les parets i que serveix per realitzar alguns actes protocol·laris.
Com una habitació oberta a la cambra de l'Almirall hi ha la sala d'Audiències, que va ser reconvertida en capella de la Casa de la Contractació el 1526. Per adornar-la, es va col·locar una imatge de La Mare de Déu dels Navegants, que avui constitueix un important document gràfic, ja que en una part del retaule existeix un retrat de Colom del segle XVI. Aquesta sala està avui adornada, a més de amb el valuós altar, amb un sostre daurat i unes parets entapissades que mostren diversos escuts, els dels almiralls de la flota espanyola amb el de Cristóbal Colón al centre. A banda i banda del retaule hi ha un cofre i una maqueta d'un navili.

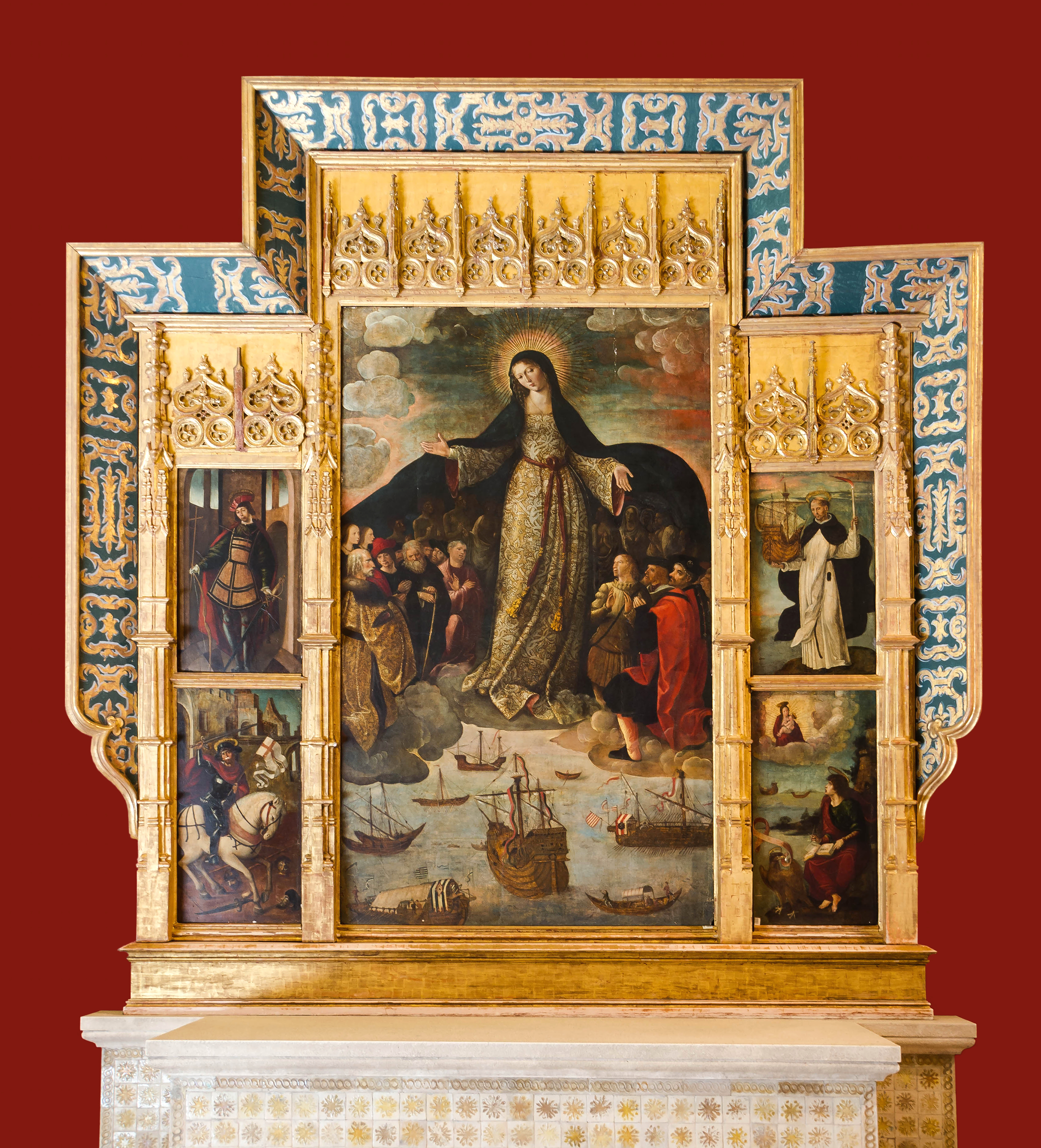
Retaule de la Verge dels Navegants
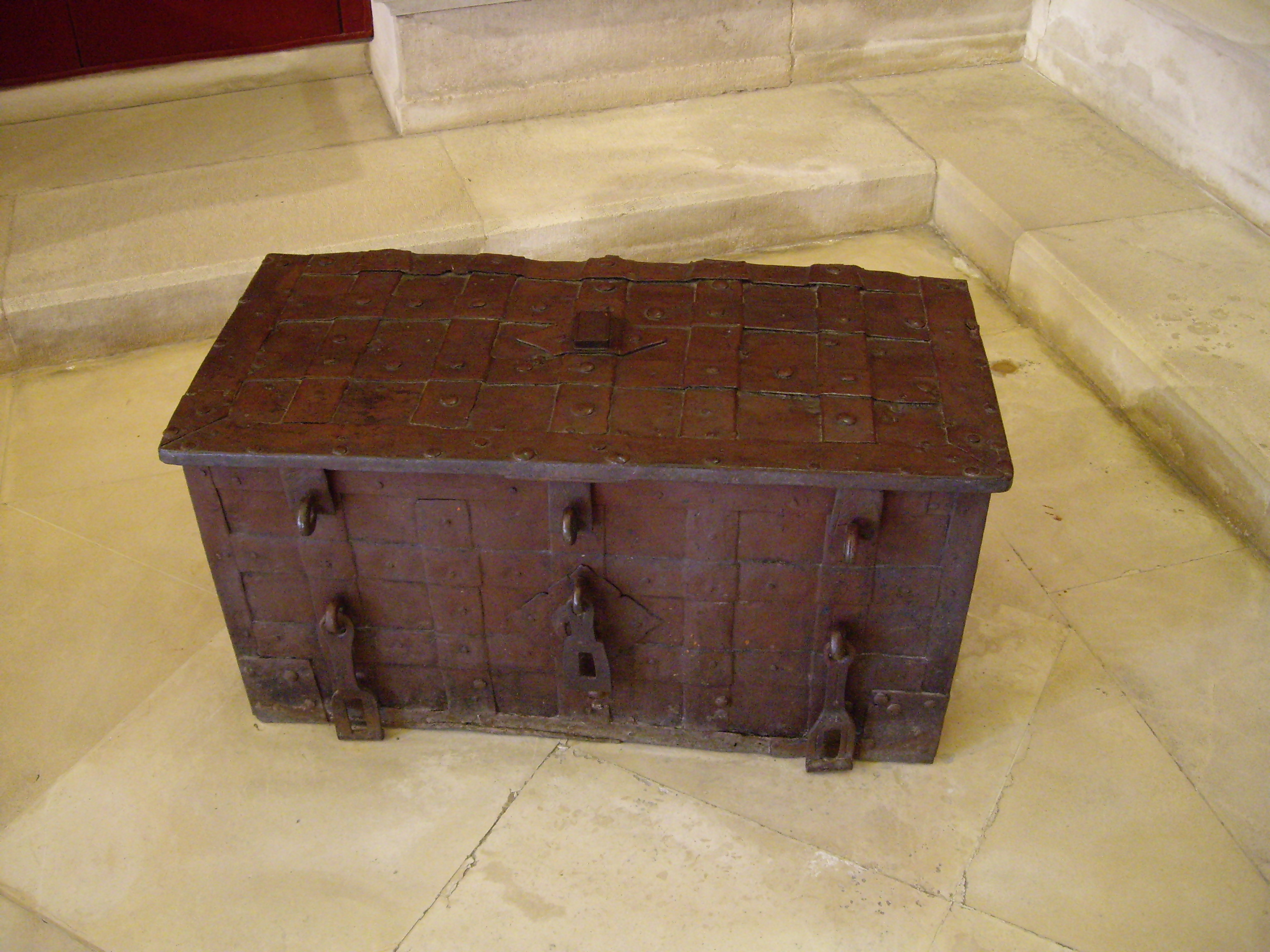
Cofre, situat al costat del retaule
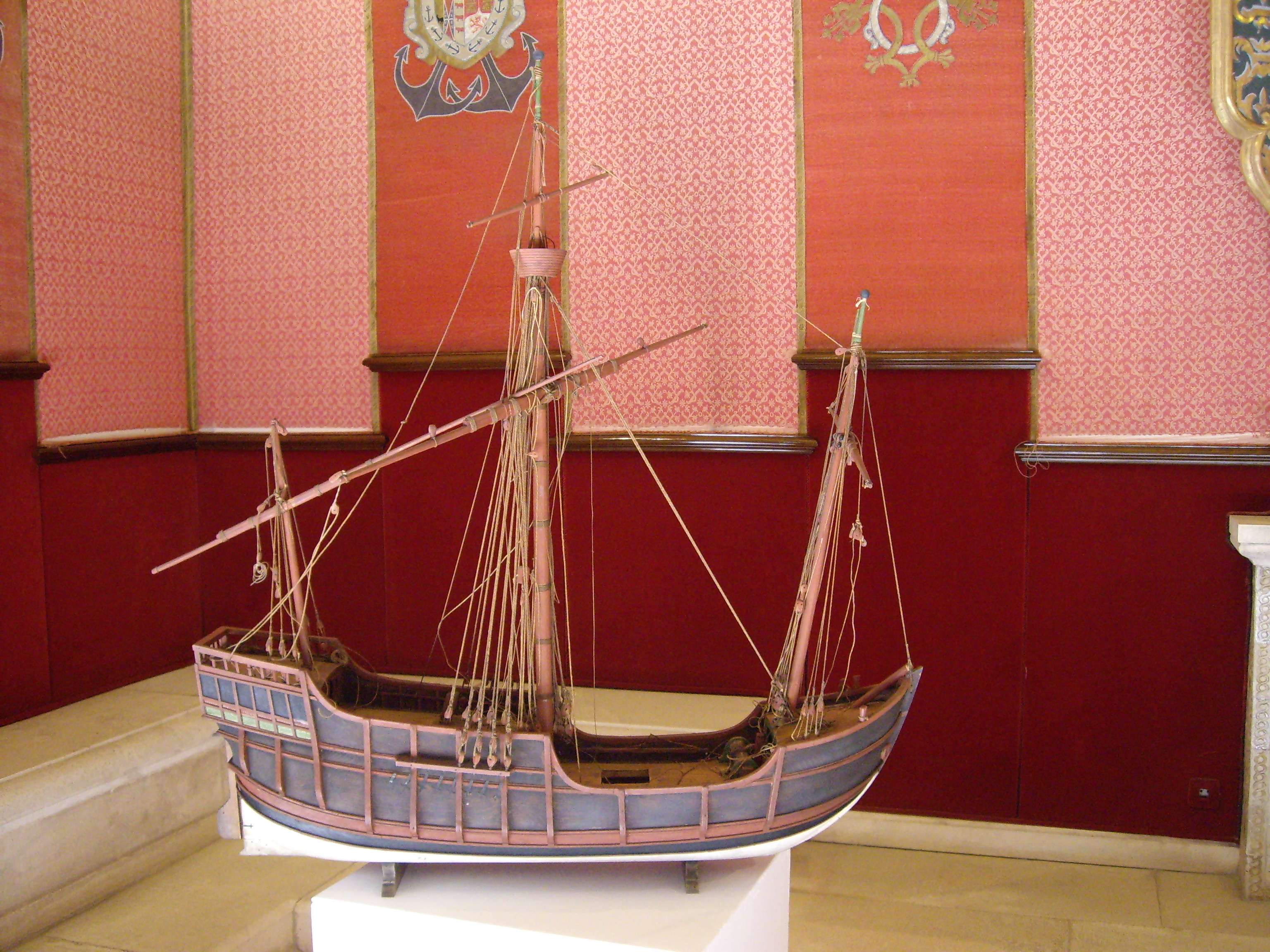
Maqueta de vaixell

El 1680 es va decidir que els vaixells que vinguessin d'Amèrica es poguessin despatxar tant a Cadis com a Sevilla. La Casa de la Contractació va romandre al mateix lloc fins que va ser traslladada oficialment a Cadis el 1717.
Al segle xix, l'edifici on va tenir la seu a Sevilla va tenir algunes reformes. A la segona meitat del segle xx, la façana principal i les cambres van ser enderrocades, construint-se altres de nova planta. Només es conserven al pati central i part d'alguns dels murs. La plaça on es trobava es deia Plaça de la Contractació.

### El trasllat a Cadis

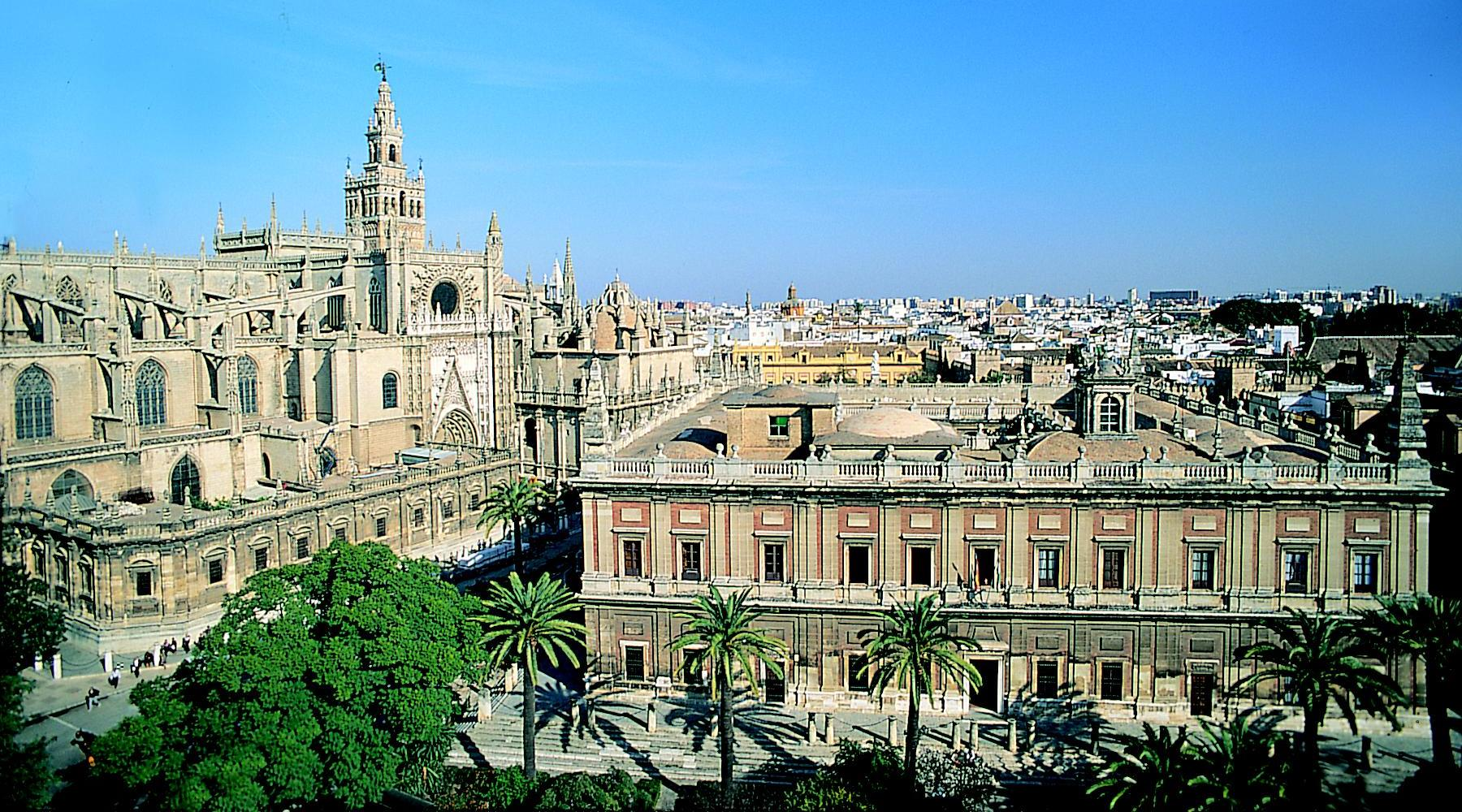
A l'esquerra la catedral, i a la dreta la Casa Llotja, actualment Arxiu General d'Índies

El 14 de setembre de 1519 es promulga una Reial Cèdula que ordena als oficials de la Casa de la Contractació que posessin una persona a Cadis que visités els vaixells que volguessin anar a Índies, per evitar-los remuntar el riu Guadalquivir fins a Sevilla.
Del 1519 al 1535 va residir per això a Cadis un visitador de la Casa de la Contractació. A partir d'una Reial Provisió del 17 d'agost de 1535 s'instal·laria a Cadis un Jutge Oficial que actuarà juntament amb els delegats de la Casa de la Contractació fins al 1556 i amb exclusivitat per a la Casa a partir d'aquesta data. Del 1588 al 1610 es va situar a Cadis a un Jutge independent, encara que a partir de 1610, i encara que el jutge de Cadis va voler preservar la seva independència, el Consell d'Índies no el va renovar.
El trasllat de la institució va ser car. La institució es va instal·lar en unes propietats que pertanyien al comte d'Alcúdia i a les obres de reparació d'aquelles cases se'n van gastar més de 20.000 de reals. Tot i això el 1765 el comte va intentar pujar el lloguer per l'ús d'aquests immobles i, davant la negativa de la Casa, aquest va cessar en el manteniment de l'immoble. Mai va existir un edifici construït ex professo per a la institució, encara que el 1754 va existir un projecte al respecte. El 1772, com que les propietats del comte ja amenaçaven ruïna, la Casa es trasllada al palau del marquès de Torresoto.
Al trasllat de la Casa de Sevilla a Cadis hi va haver importants canvis en el funcionament. Aleshores a Sevilla funcionava amb un president i dues sales: la Sala de Justícia, formada per tres jutges lletrats i un fiscal, i la Sala de Govern, formada pels tres jutges oficials reials (el tresorer, el comptador i el factor). Un cop traslladada a Cadis se suprimirà la Sala de Govern i les seves competències passaran al president de la Casa. A més cada sala tenia tres oïdors a Sevilla i a Cadis la Sala de Justícia passarà a tenir només dos oïdors. El primer president de la Casa a Cadis va ser José Patiño. Entre 1717 i 1754 el president també seria intendent de marina, però a partir d'aquesta data el càrrec d'intendent de marina passaria a una altra persona. L'Intendent de Marina s'ocupava de la inspecció de les carenes i l'apressament dels navilis i en matèria criminal s'ocupava dels casos d'indisciplina. Després de la supressió de la Sala de Govern i el pas de les competències al president realment aquestes competències van passar a ser exercides per dues oficines: la de Contadurías i la Dipositaria.
L'historiador Luis Navarro García diu que els canvis a la Casa de Contractació després del trasllat:
| « | ... impliquen una reforma tan radical que sense greu exageració es podria dir que la Casa, durant la seva permanència a Cadis, va ser una institució diferent de la que havia conegut Sevilla. | » |

La Casa va estar a Cadis durant 73 anys, ja que el 1790 se suprimeix la institució.
Durant el regnat de Carles III, els reformistes José del Campillo i Jerónimo d'Uztariz van proposar mesures liberalitzadores per al comerç americà. El 1765 es van autoritzar a les illes del Carib de Cuba, Santo Domingo, Trinitat i Puerto Rico a comerciar entre si i amb nou ports de la península (Cadis, Sevilla, Màlaga, Alacant, Barcelona, Cartagena, Santander, La Corunya i Gijón), a més d'eliminar els drets de palmeig (derecho de palmeo). El decret de 1765 va deixar el sistema de registre de vaixells per a l'Amèrica meridional i va mantenir el sistema de flotes entre Cadis i Veracruz per al virregnat de Nova Espanya. El 1768 l'autorització va incloure Louisiana. El 1770 es va concedir aquest mateix privilegi a Yucatán i Campeche. El 1774 es va permetre el comerç entre Nova Espanya i Guatemala amb Nova Granada i el virregnat del Perú. El 1778, mentre José de Gálvez preparava el reglament definitiu, es van anar aprovant una sèrie de decrets per atorgar el lliure comerç a Xile, Perú i el Riu de la Plata, i per donar aquest privilegi als ports d'Almeria, Tortosa, Palma i Santa Cruz de Tenerife, a les Canàries. Fins al 1788 es van excloure d'aquestes mesures els ports veneçolans per protegir el monopoli de la Reial Companyia Guipuscoana.
El Reglament i els aranzels reials per al comerç lliure d'Espanya a Índies de 1778 va autoritzar el comerç de 13 ports d'Espanya amb 27 d'Amèrica.
Aquests tretze ports serien els de Sevilla, Cadis, Màlaga, Almeria, Cartagena, Alacant, Alfacs de Tortosa (Tarragona), Barcelona, Santander, Gijón (Astúries), La Corunya, Santa Cruz de La Palma i Santa Cruz de Tenerife.
A Amèrica serien els ports de San Juan de Puerto Rico; Santo Domingo i Monte-Christi a La Espanyola; Santiago de Cuba, Trinitat, Batabanó i l'Havana a Cuba; les dues de Margarita i Trinitat; Campeche, a la província de Yucatán; el Golf de Sant Tomàs de Castella, i el Port d'Omoa al Regne de Guatemala; Cartagena d'Índies, Santa Marta, Río de la Hacha, Portobelo i Chagre al de Santa Fe, i a Tierra Firme (exceptuant per ara els de Veneçuela, Cumaná, Guaiana, i Maracaibo, concedits a la Reial Companyia Guipuscoana de Caracas sense privilegi exclusiu); Montevideo i Buenos Aires al Riu de la Plata; Valparaíso i de Concepción a Xile; i els d'Arica, Callao i Guayaquil al Perú i Costes de la Mar del Sud.

## Consolat de mercaders
Els comerciants van desitjar tenir una organització gremial semblant als consolats i universitats de mercaders de Burgos i València. L'agost de 1543 es va crear a Sevilla el Consolat de Carregadors a Índies. Es va dedicar a resoldre processos jurídics de dret civil entre els comerciants. Aquesta organització resolia els assumptes jurídics entre comerciants de manera més àgil que la pròpia Casa de Contractació. Els membres havien de pagar una quota de 1.000 ducats.

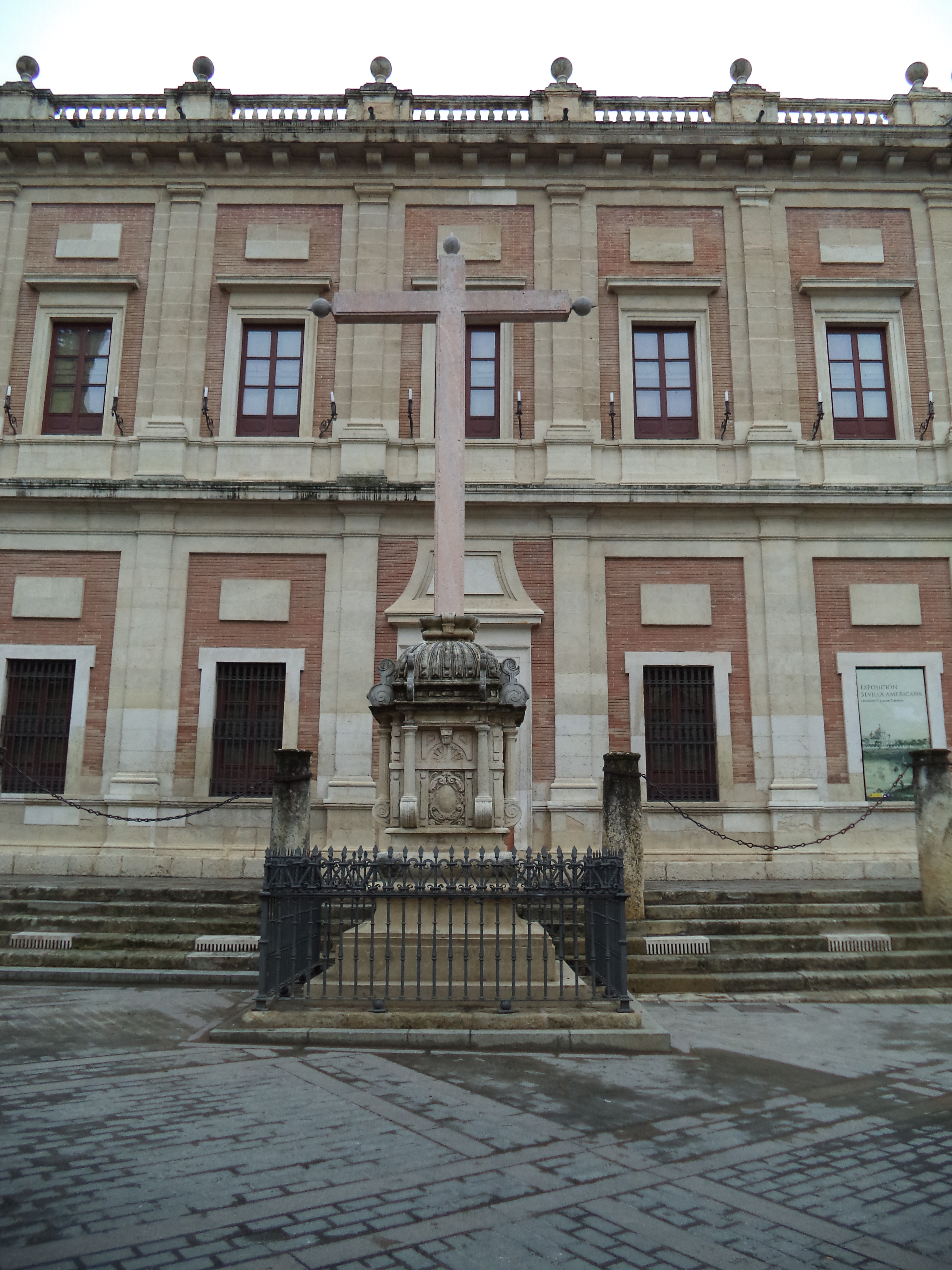
Creu del Jurament. Obra de Miguel de Zumárraga i col·locada el 1609 a la dreta de la porta principal de la Casa Llotja. Aquest nom rep les promeses que feien els mercaders del consolat entre ells per guanyar-se la confiança d'altres mercaders.[23] El 1758 va ser traslladada a la part septentrional de l'edifici.[24][25] Està envoltada per una reixa de ferro del segle xvii realitzada per Juan Cerbigón.

El Consolat no tenia inicialment un local propi ja que el que utilitzaven era part de la Casa de Contractació. En general, els tractes es realitzaven a les grades de la catedral de Sevilla, no dubtant a fer servir el temple catedralici si feia mal temps al carrer. Per evitar l'ingrés de cavalcadures, el Cabildo eclesiàstic va acordar el 19 de gener de 1565 posar cadenes al voltant de la catedral. Entre el 1585 i el 1598 es va construir un gran edifici, al sud de la catedral, perquè fos la seu d'aquesta institució i el lloc de treball dels mercaders. El rei va encomanar la traça de l'edificació a Juan de Herrera, arquitecte que havia dirigit pocs anys abans la construcció del monestir de l'Escorial. Segons Ortiz de Zúñiga:
| « | (català) S'havia posat en perfecció el gran edifici de la Llotja dels Mercaders entre la Santa Església i l'Alcàsser Reial, que per llustre del comerç va manar fer el Rei alguns anys abans del present, al de 1585, a costa del procedit d'alguns arbitris sobre les mateixes mercaderies; i aquest any a 14 d'agost es va començar a comerciar-hi, ho diu així aquest rètol sobre la seva porta principal: «El catòlic i molt alt i poderós don Felip segon, Rei de les Espanyes, va manar fer aquesta Llotja a costa de la Universitat dels Mercaders, de la qual va fer administradors perpetus al Prior i Cònsols de la dita Universitat, començant-se a negociar-hi 14 dies del mes d'agost de 1598 anys». | (castellà) Habíase puesto en perfección el gran edificio de la Lonja de los Mercaderes entre la Santa Iglesia y el Alcázar Real, que para lustre del comercio mandó hacer el Rey algunos años antes del presente, en el de 1585, a expensas de lo procedido de algunos arbitrios sobre las mismas mercaderías; y este año a 14 de agosto se comenzó a comerciar en ella, dícelo así este letrero sobre su puerta principal: «El católico y muy alto y poderoso don Felipe segundo, Rey de las Españas, mandó hacer esta Lonja a costa de la Universidad de los Mercaderes, de la cual hizo administradores perpetuos al Prior y Cónsules de la dicha Universidad, comenzándose a negociar en ella en 14 días del mes de agosto de 1598 años». | » |

| « | (català) La va traçar, a imitació de les obres Romanes, Juan de Herrera, Mestre Major de les obres de l'Escorial, sobre planta quadrada, d'iguals i conformes façanes. La seva matèria de la pedreria de Jerez de la Frontera, pedra que anomenen Martelilla […] Es va pretendre en això apartar de la Santa Església i de l'àmbit de les seves graderies i trànsits de les seves portes els tractes i negociants que allà es feien, i no n'havia tingut prou amb impedir-ho tota l'autoritat eclesiàstica. | (castellà) Trazóla, a imitación de las obras Romanas, Juan de Herrera, Maestro Mayor de las obras del Escorial, sobre planta cuadrada, de iguales y conformes fachadas. Su materia de la cantería de Jerez de la Frontera, piedra que llaman Martelilla […] Pretendióse en esto apartar de la Santa Iglesia y del ámbito de sus gradas y tránsitos de sus puertas los tratos y negociantes que allí se hacían, y no había bastado a impedirlo toda l'autoridad eclesiástica. | » |

El consolat es va traslladar a Cadis el 1717. La institució va ser suprimida el 1868 quan es va suprimir la jurisdicció civil independent.